# Première circonscription d'Amiens (IIIe République)
La première circonscription d'Amiens était, sous la Troisième République, une circonscription législative française de la Somme.

## Description géographique et démographique

### 1876 - 1902

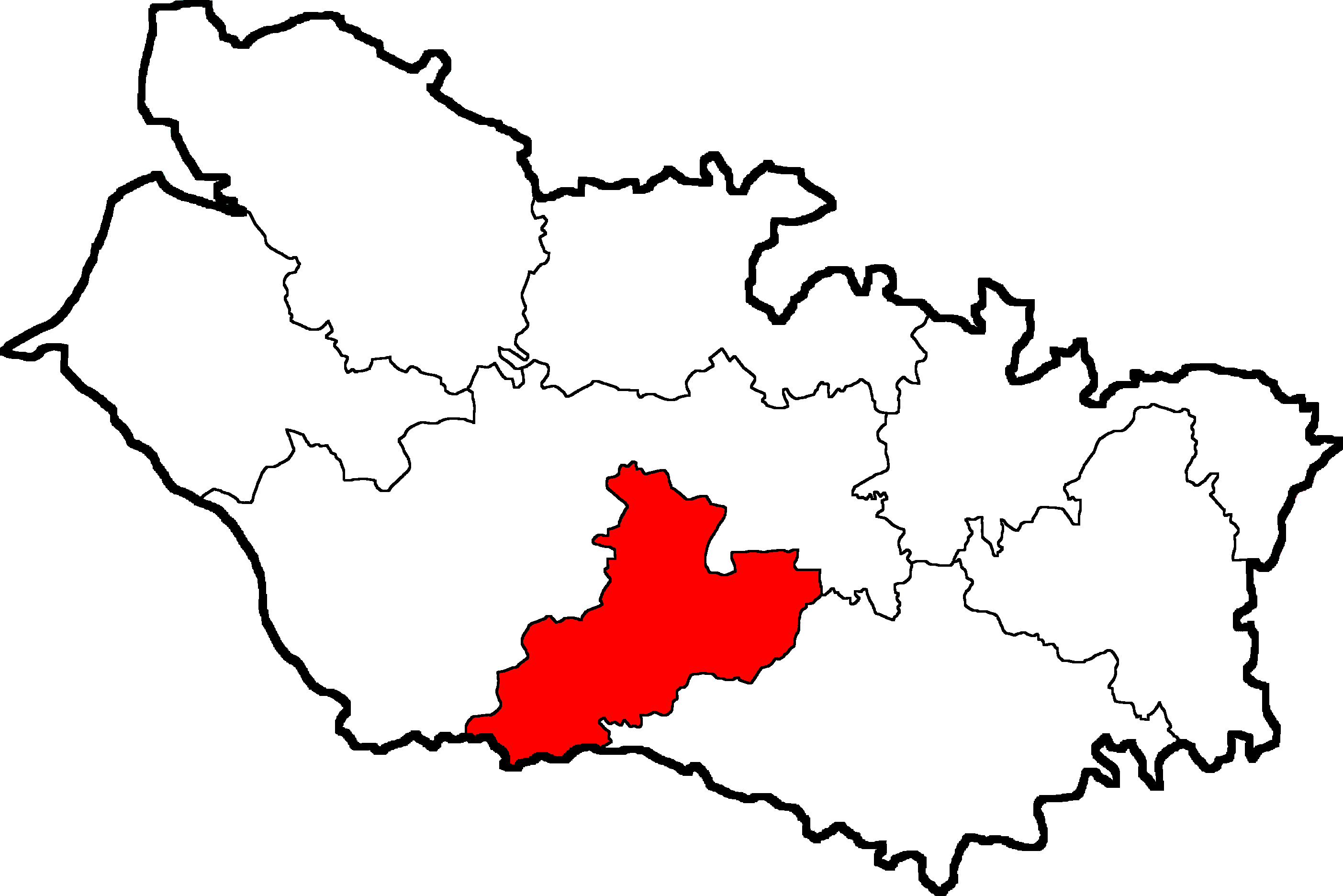
Circonscription de 1876 à 1902.

Elle fut créée avec loi organique du 30 novembre 1875 pour l'élection législative de 1876.
Elle est délimitée par deux des quatre cantons d'Amiens et de cantons du sud amiénois :
- Canton d'Amiens-Nord-Ouest
- Canton d'Amiens-Sud-Ouest
- Canton de Boves
- Canton de Conty

Les circonscriptions de l'arrondissement d'Amiens seront redécoupées en 1902.

### 1902 - 1919

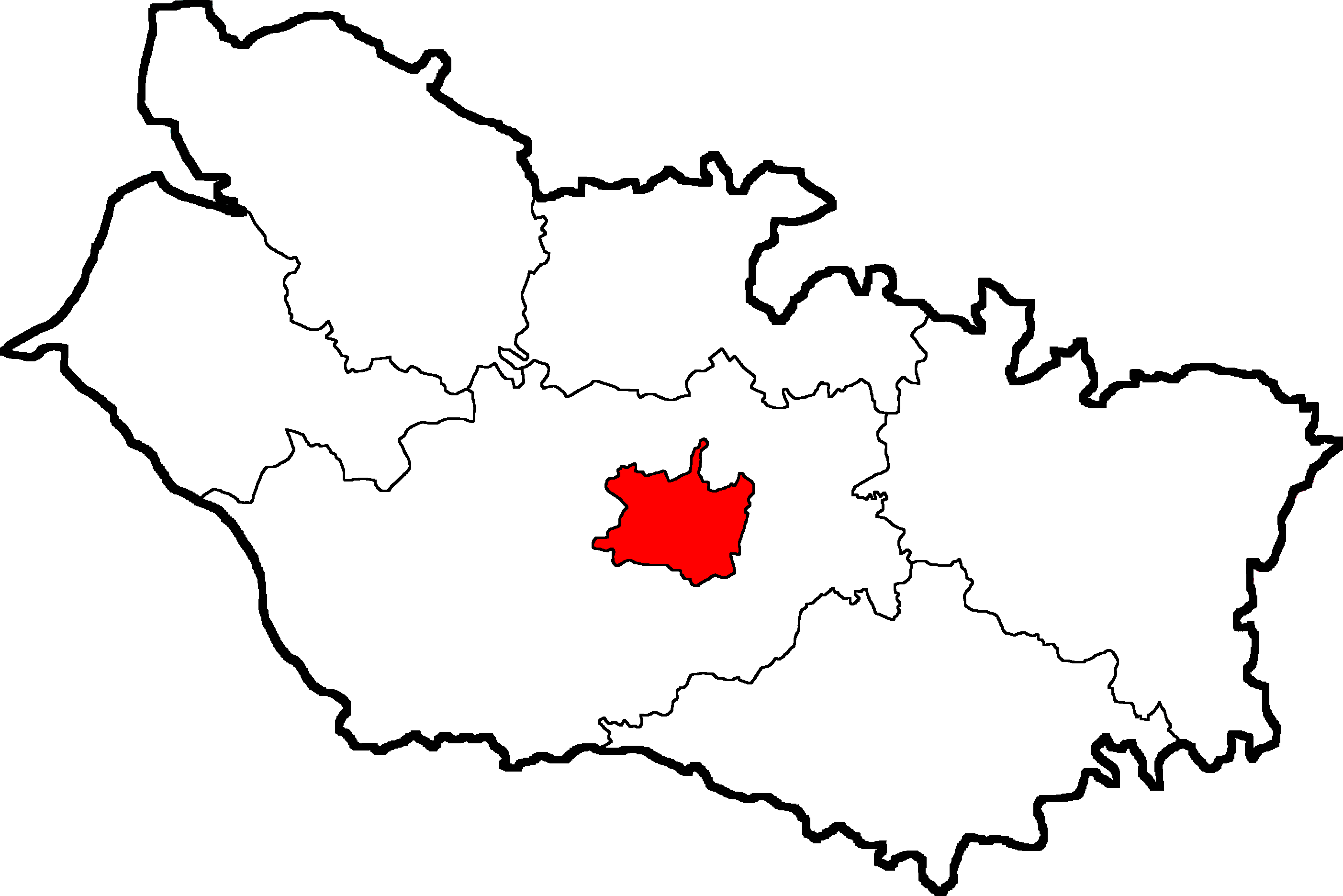
Circonscription de 1902 à 1919.

À la suite du redécoupage de 1902, la première circonscription d'Amiens est composée uniquement de la ville d'Amiens et de quelques villages limitrophes. 
Elle est délimitée par les quatre cantons d'Amiens :
- Canton d'Amiens-Nord-Ouest
- Canton d'Amiens-Nord-Est
- Canton d'Amiens-Sud-Est
- Canton d'Amiens-Sud-Ouest

La circonscription fut supprimée par la loi du 12 juillet 1919 qui institua un scrutin de liste avec représentation proportionnelle.

### 1928 - 1940

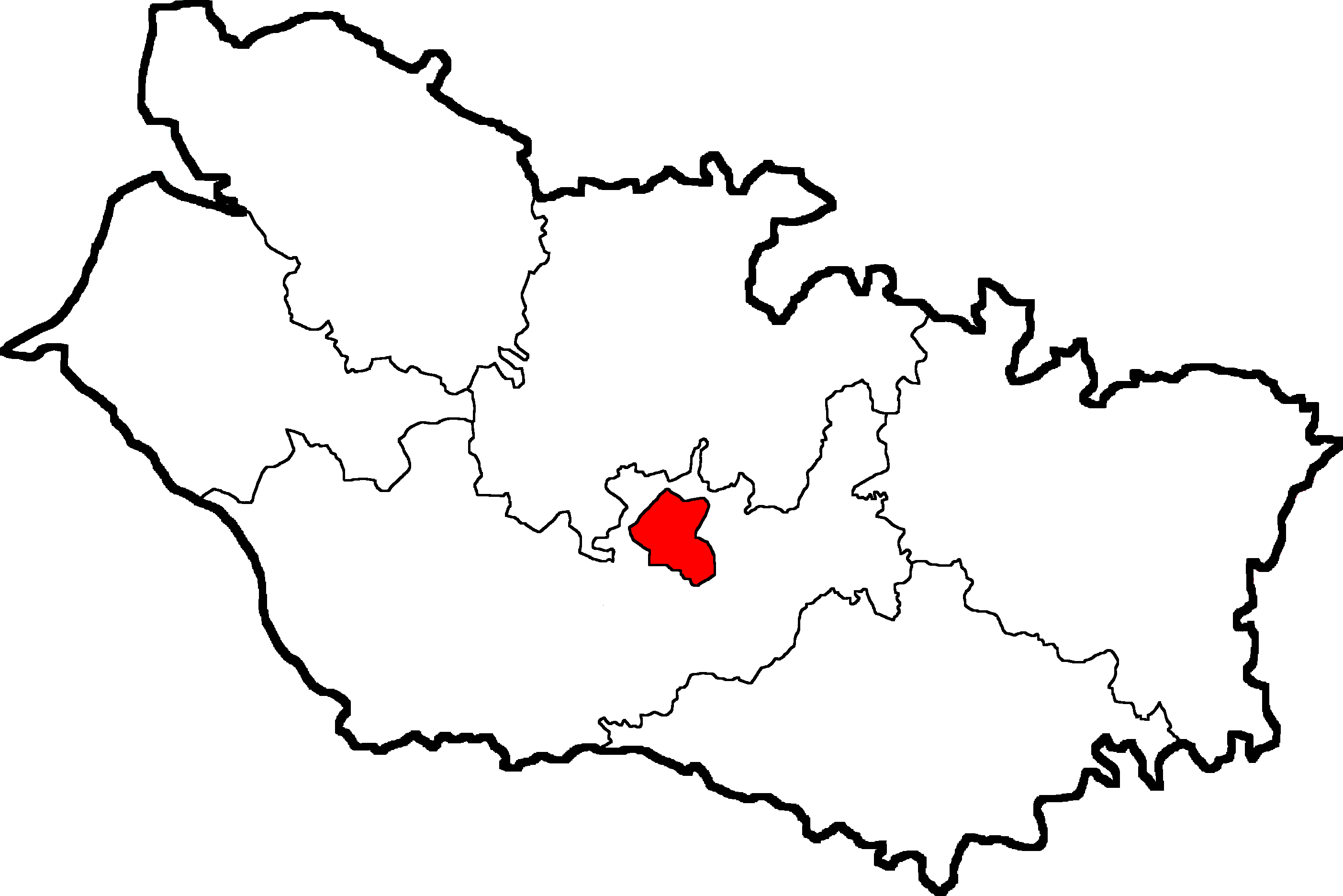
Circonscription de 1928 à 1940.

Lors du rétablissement des circonscriptions législatives pour le scrutin de 1928 par la loi du 21 juillet 1927, la nouvelle première circonscription d'Amiens représente uniquement la ville d'Amiens. Les communes limitrophes de ses cantons sont rattachées à la deuxième circonscription.
Avec la fin de la Troisième République et les pleins pouvoirs confiés au maréchal Philippe Pétain, les circonscriptions législatives sont supprimées, le 10 juillet 1940.

## Historique des députations

### 1876 - 1885
| Législature      | Début           | Fin             | Député      | Parti / Idéologie | Parti / Idéologie | Observation                                                                                   |
| ---------------- | --------------- | --------------- | ----------- | ----------------- | ----------------- | --------------------------------------------------------------------------------------------- |
| Ire législature  | 8 mars 1876     | 25 juin 1877    | Jules Barni |                   | Radical           | Mandat écourté à la suite d'une dissolution parlementaire décidée par le président Mac Mahon. |
| IIe législature  | 7 novembre 1877 | 27 octobre 1881 | René Goblet |                   | Radical           |                                                                                               |
| IIIe législature | 28 octobre 1881 | 9 novembre 1885 | René Goblet |                   | Radical           |                                                                                               |

Les députés de la IVe législature (1885-1889) ont été élus au scrutin de liste majoritaire départementales. 

### 1889 - 1902
| Législature      | Début            | Fin             | Député           | Parti / Idéologie | Parti / Idéologie          | Observation                                              |
| ---------------- | ---------------- | --------------- | ---------------- | ----------------- | -------------------------- | -------------------------------------------------------- |
| Ve législature   | 12 novembre 1889 | 16 janvier 1892 | Lucien Millevoye |                   | Boulangiste                | Démissionne le 22 juin 1893, deux mois avant l'élection. |
| VIe législature  | 15 octobre 1893  | 31 mai 1898     | Fernand Lévecque |                   | Républicains progressistes |                                                          |
| VIIe législature | 1er juin 1898    | 31 mai 1902     | Ernest Cauvin    |                   | Républicains de gauche     |                                                          |

### 1902 - 1919
| Législature       | Début         | Fin             | Député          | Parti / Idéologie | Parti / Idéologie      | Observation                                                |
| ----------------- | ------------- | --------------- | --------------- | ----------------- | ---------------------- | ---------------------------------------------------------- |
| VIIIe législature | 1er juin 1902 | 31 mai 1906     | Ernest Cauvin   |                   | Républicains de gauche |                                                            |
| IXe législature   | 1er juin 1906 | 18 août 1907    | Ernest Cauvin   |                   | Républicains de gauche | Élu sénateur le 18 août 1907 lors d'une élection partielle |
| IXe législature   | 31 mars 1909  | 31 mai 1910     | Lucien Lecointe |                   | SFIO                   | Élu lors d'une élection partielle le 21 mars 1909          |
| Xe législature    | 1er juin 1910 | 6 juillet 1910  | Lucien Lecointe |                   | SFIO                   |                                                            |
| XIe législature   | 1er juin 1914 | 7 décembre 1919 | Lucien Lecointe |                   | SFIO                   |                                                            |

Les députés des XIIe (1919-1924) et XIIIe législature (1924-1928) ont été élus au scrutin à système mixte majoritaire-proportionnel dans le cadre du département, adopté par la loi du 12 juillet 1919.

### 1928 - 1940
| Législature      | Début         | Fin             | Député          | Parti | Parti                     | Observation                                             |
| ---------------- | ------------- | --------------- | --------------- | ----- | ------------------------- | ------------------------------------------------------- |
| XIVe législature | 1er juin 1928 | 31 mai 1932     | Georges Antoine |       | Fédération républicaine   |                                                         |
| XVe législature  | 1er juin 1932 | 31 mai 1936     | Lucien Lecointe |       | Parti socialiste français |                                                         |
| XVIe législature | 1er juin 1936 | 21 janvier 1940 | Jean Catelas    |       | Parti communiste          | Déchu de son mandat avec les autres députés communistes |

## Historique des élections
Voici la liste des résultats des élections législatives dans la circonscription de 1876 à 1936 : 